# Кікапу-Сайт-Ту (Канзас)
Кікапу-Сайт-Ту (англ. Kickapoo Site 2) — переписна місцевість (CDP) в США, в окрузі Браун штату Канзас. Населення — 27 осіб (2020).

## Географія
Кікапу-Сайт-Ту розташований за координатами 39°42′11″ пн. ш. 95°38′58″ зх. д. / 39.70306° пн. ш. 95.64944° зх. д. (39.702941, -95.649533).  За даними Бюро перепису населення США в 2010 році переписна місцевість мала площу 2,21 км², уся площа — суходіл.

## Демографія
Згідно з переписом 2010 року, у переписній місцевості мешкали 34 особи в 9 домогосподарствах у складі 8 родин. Густота населення становила 15 осіб/км².  Було 9 помешкань (4/км²).
Расовий склад населення:
| - 94,1 % — корінних американців - 5,9 % — білих |

До двох чи більше рас належало 0,0 %. Частка іспаномовних становила 5,9 % від усіх жителів.
За віковим діапазоном населення розподілялося таким чином: 41,2 % — особи молодші 18 років, 50,0 % — особи у віці 18—64 років, 8,8 % — особи у віці 65 років та старші. Медіана віку мешканця становила 23,7 року. На 100 осіб жіночої статі у переписній місцевості припадало 112,5 чоловіків;  на 100 жінок у віці від 18 років та старших — 81,8 чоловіків також старших 18 років.
Середній дохід на одне домашнє господарство  становив 26 610 доларів США (медіана — 33 750), а середній дохід на одну сім'ю — 26 610 доларів (медіана — 33 750). За межею бідності перебувало 38,6 % осіб, у тому числі 44,4 % дітей у віці до 18 років та 100,0 % осіб у віці 65 років та старших.
Цивільне працевлаштоване населення становило 13 особи. Основні галузі зайнятості: освіта, охорона здоров'я та соціальна допомога — 46,2 %, публічна адміністрація — 23,1 %, мистецтво, розваги та відпочинок — 23,1 %.